# Beyt-e Kavar
Beyt-e Kavar (in persiano بيت كوار‎, anche traslitterato come Beyt-e Kavār; anche conosciuto come Beyt-e Gavvār) è un villaggio nel distretto rurale Neysan, nella contea di Hoveyzeh, nella provincia del Khūzestān, in Iran. Al censimento del 2006 la sua popolazione era di 213 abitanti, suddivisi in 31 famiglie.